# 야마토 유즈키
야마토 유즈키(일본어: 大和 優槻, 2003년 7월 16일~)는 일본의 축구 선수이다.

## 구단 경력
그는 2022년 J2리그의 방포레 고후에 입단했고, 2년동안 팀에서 뛰었다. 2022년에 천황배 우승을 차지했다. 2024년 J3리그의 이와테 그루자 모리오카로 이적했다. 2025년 FC 류큐로 이적했다.